# クシコス・ポスト
『クシコス・ポスト』 (Csikos Post) は、ドイツの作曲家のヘルマン・ネッケが作曲した楽曲である。

## 解説
「クシコスの郵便馬車」という邦題で呼ばれることもあるが、原題の"csikós"（チコーシュ）はハンガリー語で「馬に乗る人」を、"Post"（ポスト）はドイツ語で「郵便」をそれぞれ意味し、"Csikos Post"全体では「郵便馬車」という意味である。このため、邦題のひとつである「クシコスの郵便馬車」は、"Csikos"を地名と誤解したために誤って付けられたとする説があり、現在は「クシコス・ポスト」と呼ばれることが一般化している。
一方、"csikós"はカウボーイに似た馬使いのことであり、"Csikos Post"は馬を使った曲芸のことであるとする説もある。

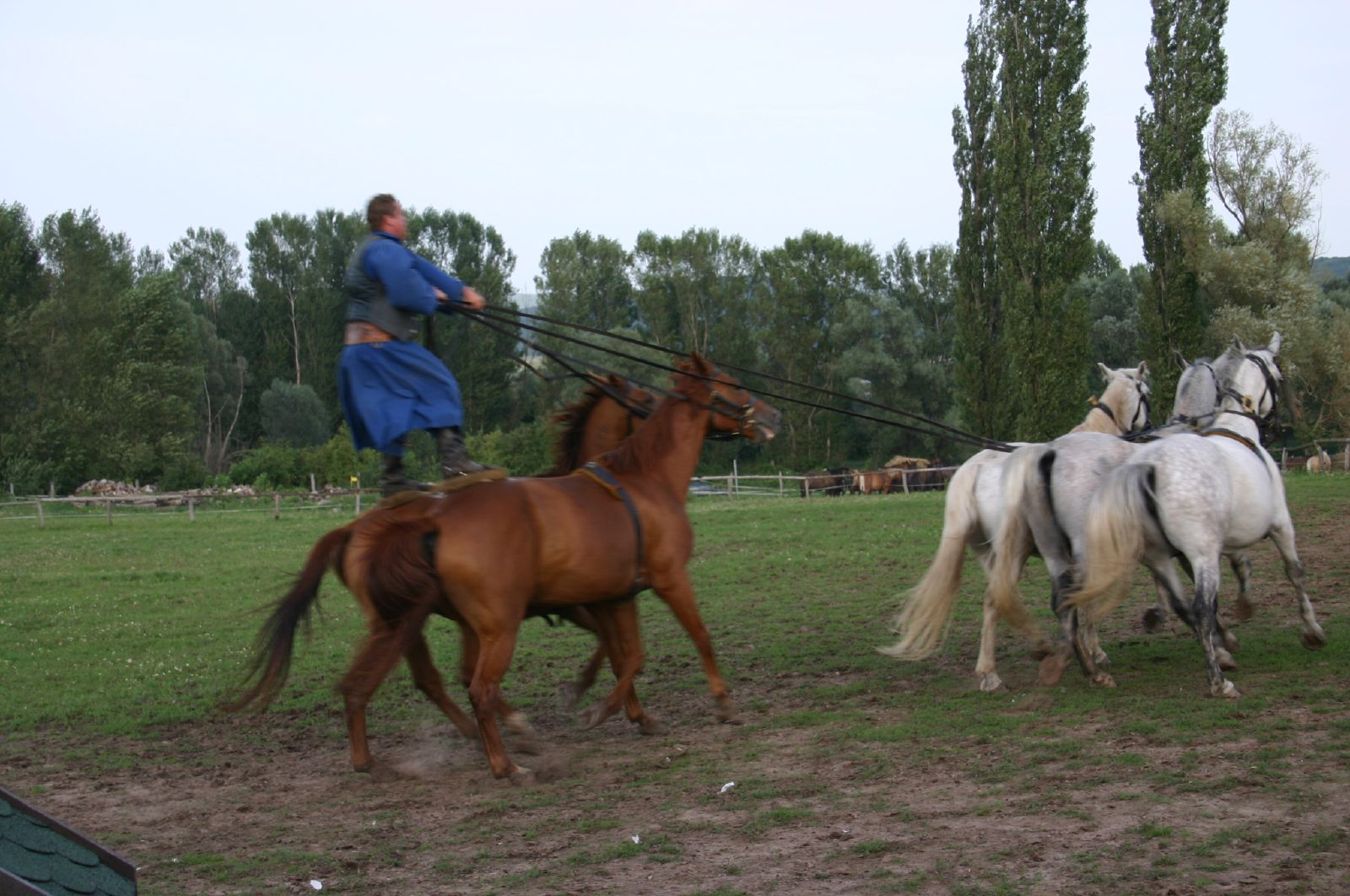
馬乗り曲芸

日本では、運動会でよく親しまれる楽曲である。運動会では吹奏楽または管弦楽で演奏され、また編曲によっては鐘のような音を伴った間奏も含むものがよく聴かれるが、原曲はピアノ曲とされる。長らく日本以外ではほとんど知られていない曲であったが、1990年代、『ヨッシーのクッキー』や『ダウンタウン熱血行進曲』などの日本製ゲームソフトでよく使用されていたために徐々に知られるようになった。
ハンガリー出身とされるフランツ・リストは『ハンガリー狂詩曲第2番』でこの主題をフリスカに登場させており、後世のネッケがうまく取り入れている。

## この曲が使われた作品など

### 楽曲
- 街のSOS - 二村定一の楽曲。
- 地獄の運動会 - 1994年発売の嘉門達夫の楽曲。
- カバ、しまうま、動物メドレー キャメル〜ひつじ〜バッファロー - 2005年発売のマイナスターズの楽曲。
- サムライガール - 2015年発売のぷちぱすぽ☆の楽曲[3]。

### ゲーム
- パロディウス 〜タコは地球を救う〜 - 1988年にコナミ（現：コナミホールディングス）から発売されたシューティングゲーム。ボーナスステージのBGMとしてビゼー作曲の歌劇『カルメン』の「闘牛士」と合わさる形でトリオ部分が使用されている。
- ダウンタウン熱血行進曲 それゆけ大運動会 - 1990年にテクノスジャパンから発売されたアクションゲーム。「馬車馬のように」という名前でBGMとして使用されている。
- ヨッシーのクッキー - 1992年に任天堂から発売されたパズルゲーム。VSプレイのBGMとして使用されている[注釈 1]。
- ワギャンパラダイス - 1994年にナムコ（現：バンダイナムコエンターテインメント）から発売されたアクションゲーム。対戦モードのBGMとして使用されている。
- ときめきメモリアル - 1994年にコナミから発売された恋愛シミュレーションゲーム。体育祭イベントでBGMとして使用されている。
- 実況おしゃべりパロディウス - 1995年にコナミから発売されたシューティングゲーム。ステージ2のボス戦BGMとしてこの曲のトリオ部分をアレンジしたものが使用されている。
- セクシーパロディウス - 1996年にコナミから発売されたシューティングゲーム。ステージ2のBGMとして使用されている。
- Pump It Up シリーズ - 2002年に韓国で稼働された、Pump It Up: The Rebirthから、この曲がBanYaのアレンジで収録されている。
- pop'n music 12 いろは - 2004年にコナミから発売された音楽ゲーム。収録曲「一発逆転!××だらけのハッピー大運動会!!（ジャンル「アスレチックミート」）」でこの曲が使用されている。
- evio - 2003年にトミーから発売された音楽ゲーム要素のあるヴァイオリン型電子玩具で、専用ソフト「I love クラシック 2」に収録されている。
- 豪血寺一族 先祖供養 - 2009年にアトラスから発売された対戦型格闘ゲーム。登場人物であるプリンスのステージBGMとしてアレンジされたものが使用されている。
- REFLEC BEAT - 2010年にコナミから発売された音楽ゲーム。この曲をアレンジした「クシコス☆ポスト 青春SKAパンク ミックス!」が収録されている。
- ノスタルジア - 2017年にコナミから発売された音楽ゲーム。ピアノバージョンで本曲が収録されている。
- GOHOME - 2020年に完全版が発売されたホラーゲーム。おばけが追ってくる際のBGMに使用されている。

### テレビCM
- アクエリアス - コカ・コーラのスポーツドリンク
- 乾太くん - リンナイのガス式衣類乾燥機
- 東芝ライテック - ワンタッチインバーター（1989年）
- グッドコムアセット[4]

### パチンコ
- 玉ちゃんファイト - 京楽産業.が販売したパチンコ機（羽根モノ）。 15ラウンド当選消化時の音楽に使用されている。